# The Girl in the Taxi (film 1921)
The Girl in the Taxi è un film muto del 1921 diretto da Lloyd Ingraham.
Il soggetto è l'adattamento cinematografico di una farsa di Hugh Stanislaus Stange, tratta a sua volta dall'originale francese di Anthony Mars. La commedia, un musical in tre atti, andò in scena in prima a New York il 24 ottobre 1910, interpretata da Carter DeHaven che fu poi il produttore del film e che riprese sullo schermo il personaggio di Bertie Stewart.

## Trama
Bertie Stewart non gode grande considerazione da parte di suo padre John. Riesce a conquistarne la stima dopo che ha conosciuto una bella signora che prima incontra per caso in un taxi e poi a un pranzo. A complicare le cose, però, arriva il marito della donna, il maggiore Smith.

## Produzione
Il film fu prodotto dalla Carter De Haven Productions.

## Distribuzione
Distribuito dalla Associated First National Pictures, uscì nelle sale cinematografiche statunitensi nell'aprile 1921.